# Trygve Lie
Trygve Halvdan Lie (Oslo, 16 de julio de 1896-Geilo, 30 de diciembre de 1968) fue un diplomático noruego, secretario general de la Organización de las Naciones Unidas (ONU) entre febrero de 1946 y noviembre de 1952.

## Biografía
Fue hijo de Martín Lie y Hulda Arnesen. En 1921 se casó con Hjørdis Jørgensen, con quien tuvo tres hijas: Sissel, Guri y Mette. 
Estudió en la Universidad de Oslo, Ingresó a la vida política en su país a los 15 años cuando se convirtió en miembro de la Organización de Juventudes del Partido Laborista Noruego en 1911. Luego de graduarse como abogado en 1919, fue consejero jurídico de la Federación Noruega de las Asociaciones Sindicales en 1922. Cuatro años después fue elegido secretario ejecutivo nacional del Partido Laborista.
En 1935, Lie fue ministro de Justicia y mantuvo el cargo hasta 1939 en que pasó a ocupar el cargo de ministro de Comercio e Industria. Durante el estallido de la Segunda Guerra Mundial, fue nombrado ministro de Abastecimiento y Transporte. Como tal, desarrolló las medidas provisionales que pusieron a salvo a la flota noruega tras la invasión alemana en abril de 1940. En junio de 1945 fue nombrado ministro de Asuntos Exteriores, y luego ratificado en el cargo en octubre del mismo año por el nuevo gobierno.
El 1 de febrero de 1946, fue nombrado secretario general de las Naciones Unidas. Trygve Lie llegó a las Naciones Unidas con un conocimiento amplio de la labor que iba a cumplir esta Organización en el mundo: había sido testigo del nacimiento de la ONU como jefe de la delegación noruega que participó en la Conferencia de San Francisco (abril a junio de 1945) donde se elaboró la Carta de las Naciones Unidas.
Durante su período, se construyó la actual sede de las Naciones Unidas, en Manhattan (Nueva York). La Asamblea General de la ONU lo ratificó en el cargo por tres años más desde el 1 de febrero de 1951; sin embargo, dimitió en noviembre de 1952.
Tras su marcha de las Naciones Unidas, fue nombrado gobernador de Oslo y Akersus y presidente de la Junta de Energía de Noruega. Tras una resolución de la Asamblea General de 1958, Lie fue nombrado mediador en la disputa territorial entre Etiopía e Italia sobre la antigua colonia italiana de Somalia.
Trygve Lie falleció en Geilo el 30 de diciembre de 1968.

## Obras
- Den nye arbeidstvistlov, 1933
- De forente nasjoner, 1949
- Syv år for freden, 1954 (publicado en inglés con el título  In the Cause of Peace: Seven Years With the United Nations)
- Internasjonal politikk, 1955
- Leve eller dø. Norge i krig, 1955
- Med England i ildlinjen 1940–42, 1956
- Hjemover, 1958
- Oslo–Moskva–London, 1968